# Ussatowe-Kultur
Die archäologische Ussatowe-Kultur bestand zwischen etwa 3500 bis 3100 v. Chr. im Nordwesten des Schwarzen Meeres zwischen dem heutigen Odessa und der Donaumündung auf der Grundlage der Suvorovo-Kultur (ukrainisch Suvorove), der Cernavodă-Kulturen im Süden und vom Norden sich ausbreitenden Bauern der endenden Cucuteni-Tripolje-Kultur. Diese geraten unter den Einfluss von Steppennomaden der Grubengrab-Ausprägung der sogenannten Kurgankultur.
Die namengebende Ausgrabung liegt im heutigen Ussatowe am Nordwestrand Odessas, wo sie bereits weitgehend überbaut ist.

## Grabsitten
Nach Anthony lassen sich die zwei Bevölkerungsgruppen deutlich in den Grabsitten unterscheiden. Anzeichen der vormaligen Tripol'e-Kulturen finden sich in für diese relativ neuartigen Körperbestattungen in Friedhöfen. Hier finden sich keine Waffenbeigaben, dafür weibliche Figurinen. Demgegenüber bestatteten die neuen Herrscher der Steppe in reich ausgestatteten Kurganen, vor allem auch mit Waffenbeigaben, wie Bronzedolchen und Äxten. Eine typische Beigabe sind auch die in den Steppenkulturen verbreiteten Stelen.

## Keramik
Es findet sich sowohl Keramik im reich bebänderten, hochgebrannten Tripol'e-Stil, als auch schlichte Steppen-Keramik mit Schnurverzierung. Nur in Kurgan-Gräbern fand sich sogar Prestige-Keramik der Maikop-Kultur vom Nordostrand des Schwarzen Meeres. Dagegen fand sich Cernavodă-Keramik nur bis ca. 2 %, und nie in Gräbern.

## Ökologie
Nicht nur die Maikop-Keramik deutet auf Fernhandel über das gesamte Schwarze Meer. Funde einfacher Glasperlen weisen auf Fernhandel mit dem ägäischen Raum. Alle bekannten Ussatowe-Siedlungen liegen an Flussmündungen. In Ussatowe fanden sich die ersten Hinweise auf Getreideanbau (häufig Hirse und Hafer, daneben Emmer, Weichweizen, Gerste, sowie Erbsen).